# رولز-رویس ترنت ۷۰۰
رولز-رویس ترنت ۷۰۰ (به انگلیسی: Rolls-Royce Trent 700) یک موتور هواگرد ساختِ کارخانهٔ رولز-رویس هولدینگز در کشور بریتانیا است .